# Sphaeralcea emoryi
Sphaeralcea emoryi là một loài thực vật có hoa trong họ Cẩm quỳ. Loài này được Torr. ex A. Gray miêu tả khoa học đầu tiên năm 1849.